# Miguel Cardona
Miguel Angel Cardona (Meriden, Connecticut, 11 de julio de 1975) es un educador y político estadounidense, se desempeñó como secretario de Educación de los Estados Unidos desde 2021 hasta 2025.
Cardona comenzó su carrera como maestro de cuarto grado en la escuela primaria Putnam. En 2003, a la edad de 27 años, fue nombrado director de la escuela Hanover School, también en Meriden, lo que lo convirtió en el director más joven del estado.

## Primeros años y educación
Cardona nació el 11 de julio de 1975, en Meriden, Connecticut, de padres puertorriqueños. Cardona creció hablando español como su primer idioma y tuvo problemas para aprender inglés cuando comenzó el jardín de infantes. Se crio en un proyecto de vivienda en Meriden y se graduó de H.C. Wilcox Technical High School, donde formó parte del programa de estudios automotrices. Cardona obtuvo una licenciatura en educación de la Universidad Estatal de Connecticut Central en 1997. Obtuvo una Maestría en Ciencias en educación bilingüe y bicultural en la Universidad de Connecticut (UConn) en 2001. En 2004, completó una certificación profesional de sexto año en UConn donde obtuvo un Doctorado en Educación en 2011. La disertación de Cardona titulada «Afinando el enfoque de la voluntad política para abordar las disparidades en el rendimiento» estudió las brechas entre los estudiantes de inglés y sus compañeros de clase.

## Carrera

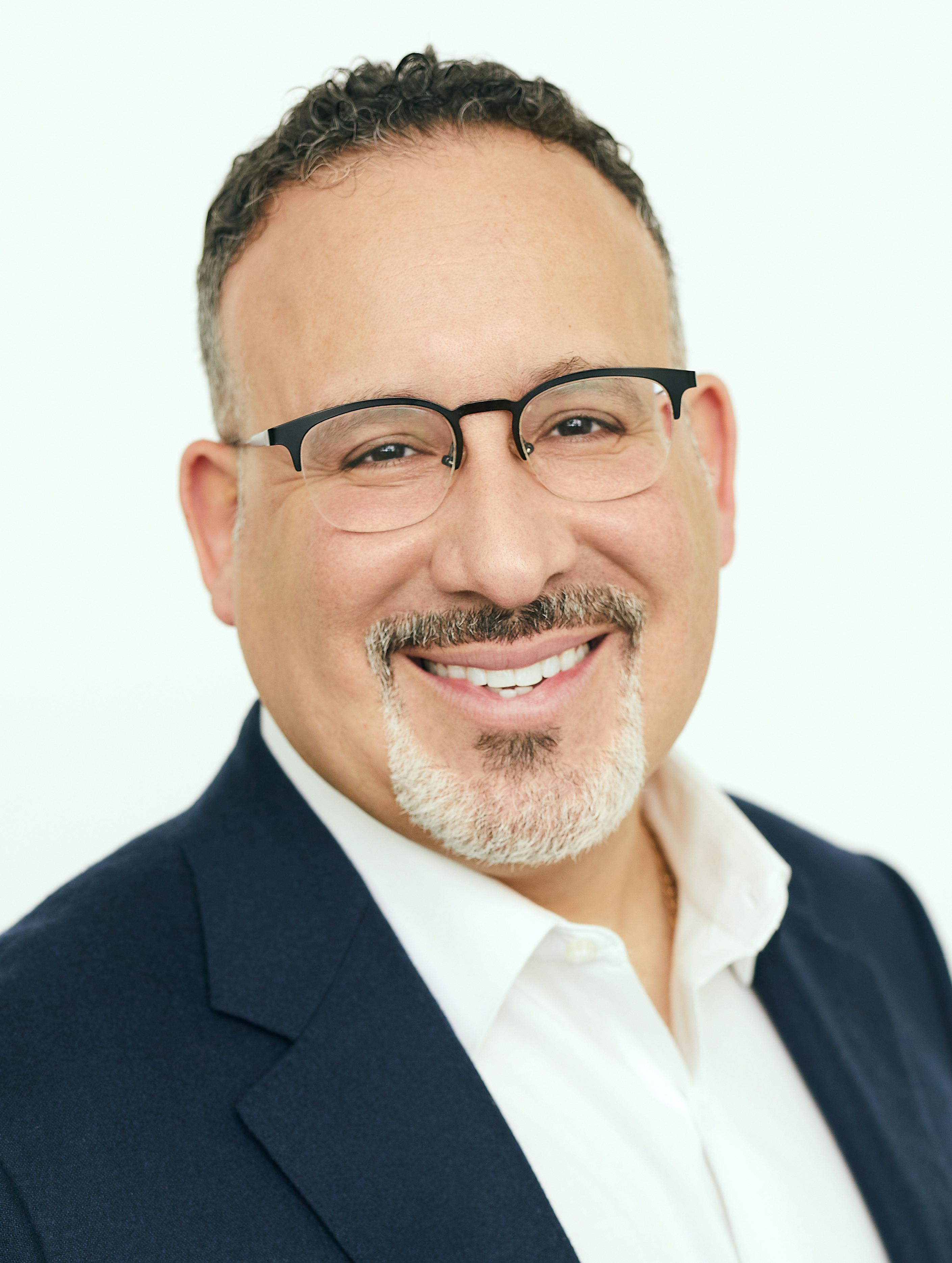
Retrato oficial de Miguel Cardona, 12vo Secretario de Educación de Estados Unidos, en 2021.

Cardona comenzó su carrera como maestro de cuarto grado de la Escuela Primaria Israel Putnam en Meriden, Connecticut. En 2003, en la escuela primaria de Hanover, fue ascendido y fue nombrado director más joven en la historia del estado en diez años. De 2015 a 2019, Cardona se desempeñó como Asistente del Superintendente de Enseñanza y Aprendizaje en su ciudad natal. Cardona también fue profesor adjunto de educación en el Departamento de Liderazgo Educativo de la Universidad de Connecticut.
En agosto de 2019, el gobernador Ned Lamont nombró a Cardona, Comisionado de Educación de Connecticut; Cardona es el primer latino en ser designado para el cargo.

### Secretario de Educación
En diciembre de 2020, aunque no se había tomado una decisión final, Cardona emergió como candidato a Secretario de Educación de los Estados Unidos en el gabinete del presidente electo, Joe Biden. Biden comenzó a inclinarse hacia Cardona sobre otros dos líderes sindicales de maestros de «alto perfil», Lily Eskelsen García y Randi Weingarten. Al aparentemente elegir a Cardona sobre estos dos, Biden «parece haber eludido cualquier rivalidad entre hermanos entre la NEA (Asociación Nacional de Educación) y la AFT (Federación Estadounidense de Maestros».
Biden anunció más tarde su intención de nominar a Cardona como secretario de Educación.
Cardona llamó la atención de Biden a través de Linda Darling-Hammond, la líder de los esfuerzos de la transición, lo que también hizo para Barack Obama en 2008. Darling-Hammond y Cardona han trabajado juntos en múltiples proyectos. Politico señaló que "los legisladores del Caucus Hispano están enfatizando en particular la necesidad de que una latina se una a la administración".

## Vida personal
En 2002, Cardona se casó con Marissa Pérez, un enlace entre la familia y la escuela y ex Miss Connecticut (2001). Ellos tienen dos hijos.